# Alcinoos (philosophe)
Pour les articles homonymes, voir Alcinoos (homonymie).
Alcinoos le Philosophe est un philosophe platonicien, actif vers 150, qui relève du moyen-platonisme, contemporain de Lucien de Samosate.

## Une identité mal établie
Au XIXe siècle, Jakob Freudenthal (de), philosophe allemand, identifie "Alcinous philosophus", Alcinoos le Philosophe, avec "Albinus Platonicus", Albinos le Platonicien. D'autre part, Joseph Whittaker penche à faire une seule et même personne d'Alcinoos le Philosophe, de tendance platonicienne, et Alcinoos le Stoïcien, car « depuis le Ier siècle av. J.-C., le stoïcisme et le platonisme se sont à ce point rapprochés que, sans risquer la contradiction, on pourrait dire d'un philosophe qu'il est en même temps stoïcien et platonicien ». Mais de nos jours, Luc Brisson affirme au contraire qu’« on a établi qu’il fallait distinguer cet Alcinoos [auteur du manuel Didaskalikos logos] d’Albinus, cet autre philosophe médio-platonicien auteur d’une Introduction aux dialogues de Platon, et dont le médecin Claude Galien aurait suivi les cours. » La même distinction est également établie par Federico M. Petrucci dans un article daté de 2014.
On lui doit un exposé scolaire de la pensée platonicienne : Didaskalikos, traduit par Pierre Louis sous le titre Épitomé puis par Enseignement des doctrines de Platon.

## Philosophie
Alcinoos est le premier à exposer les trois voies de connaissance de Dieu : voie négative, voie analogique, voie éminente.
« Dieu est ineffable et saisissable seulement par l'intellect, parce qu'il n'est ni genre, ni espèce, ni différence spécifique, qu'il n'est même sujet d'aucun accident et qu'il n'est ni mal, car il est impie de dire pareille chose, ni bien, car il serait tel par participation à autre chose (...). Voila donc la première manière [négative] de concevoir Dieu, celle par abstraction de ces choses... La deuxième manière de concevoir Dieu est celle qui se fait par analogie... La troisième manière [éminente] de concevoir Dieu est celle-ci : on contemple d'abord le beau qui réside dans les corps, puis on passe à la beauté de l'âme, de là au beau dans les mœurs et dans les loi... »

### Études
(par ordre alphabétique)
- Émile Chambry, d'après Alcinoos de Smyrne, Enseignement des doctrines de Platon
- R. Le Corre, « Le prologue d'Albinus », Revue philosophique de la France et de l'étranger, 146 (1956), p. 28-38.
- J. Dillon, The Middle Platonists, Londres, 1977.
- H. Dorrie, Albinos, in Pauly-Wissowa, Realencyclopädie der classischen Altertumswissenschaft, 1894-1978, suppl. XII, Stuttgart, 1970.
- Dictionnaire des philosophes antiques, publié sous la direction de Richard Goulet, avec une préface de Pierre Hadot, tome I : Abam(mon) à Axiothéa, Paris, CNRS Éditions, 1989, 841 p.
- Ada Babette Neschke-Hentschke, « La transformation de la philosophie de Platon dans le Prologos d'Albinus », Revue Philosophique de Louvain, t. 89, Quatrième série, no 82,‎ 1991, p. 165-184 (lire en ligne).
- Harold A. S. Tarrant, Alcinous, Albinus, Nigrinus, In: Antichthon 19, 1985, pp. 87−95.
- R. E. Witt, Albinus and the History of Middle Platonism, Cambridge, 1937.